# Josh Wicks
 (décembre 2017).
Si vous disposez d'ouvrages ou d'articles de référence ou si vous connaissez des sites web de qualité traitant du thème abordé ici, merci de compléter l'article en donnant les références utiles à sa vérifiabilité et en les liant à la section « Notes et références ».
 (décembre 2017).
Josh Wicks, né le 1er novembre 1983 à Landstuhl, est un joueur américain de soccer. Il évolue au poste de gardien de but avec le club suédois de l'IK Sirius.

## Biographie
Wicks naît sur une base de l'armée américaine de Landstuhl Regional Medical Center, à Landstuhl, en Allemagne, mais grandit à San Bernardino en Californie. Il joue au soccer dans l'équipe universitaire des Roadrunners de Cal State Bakersfield. Lors de l'inter-saison universitaire (été 2003), il joue avec le club du Menace de Des Moines en Premier Development League.
En 2005, Wicks effectue sa première année en tant que joueur professionnel, avec les Whitecaps de Vancouver. Il commence la saison comme remplaçant de Mike Franks. Cependant, des blessures du gardien numéro un lui permettent de jouer treize rencontres. Il enregistre également sept matchs sans encaisser de but. 
Wicks re-signe pour les Whitecaps de Vancouver en 2006, et sert de remplaçant à Tony Caig. Il aide également les Whitecaps à remporter le championnat de première division USL en battant les Rhinos de Rochester.
En mars 2007, Wicks signe avec les Timbers de Portland et reçoit le titre honorifique de gardien de but de l'année. 
L'année suivante, Wicks fait ses débuts avec le Galaxy de Los Angeles lors de la pré-saison du club dans un tournoi amical, le Pan-Pacific Championship à Hawaï, avec également une tournée asiatique en Chine et à Hong Kong. Après avoir impressionné l'encadrement technique du Galaxy de par ses performances, Wicks signe un contrat professionnel le 26 mars 2008. Il fait ses débuts en Major League Soccer le 30 août 2008, contre le Revolution de la Nouvelle-Angleterre, remplaçant en seconde période Steve Cronin. Il dispute six rencontres en MLS avec le club de Los Angeles.
Wicks est transféré en 2009 au D.C. United. Il fait ses débuts en faveur du D.C. United contre son ancien club de Los Angeles, lors de l'ouverture de la saison 2009. Il dispute dix-neuf parties en MLS avec le D.C. United, prenant également part à la Ligue des champions de la CONCACAF.
Il s’expatrie ensuite en Europe et signe en faveur du club finlandais de l'IFK Mariehamn. Il fait ses débuts avec l'IFK Mariehamn le 18 janvier 2011 lors d'une victoire 4-0 sur le FC Haka en Coupe de la Ligue. Josh Wicks joue vingt-six rencontres en première division finlandaise avec cette équipe.
Il évolue ensuite en Islande et en Suède. Il joue vingt-quatre matchs en Allsvenskan (première division suédoise), et dispute une rencontre en Ligue Europa avec le club islandais du Thór Akureyri.